# Tissotova indikatrix

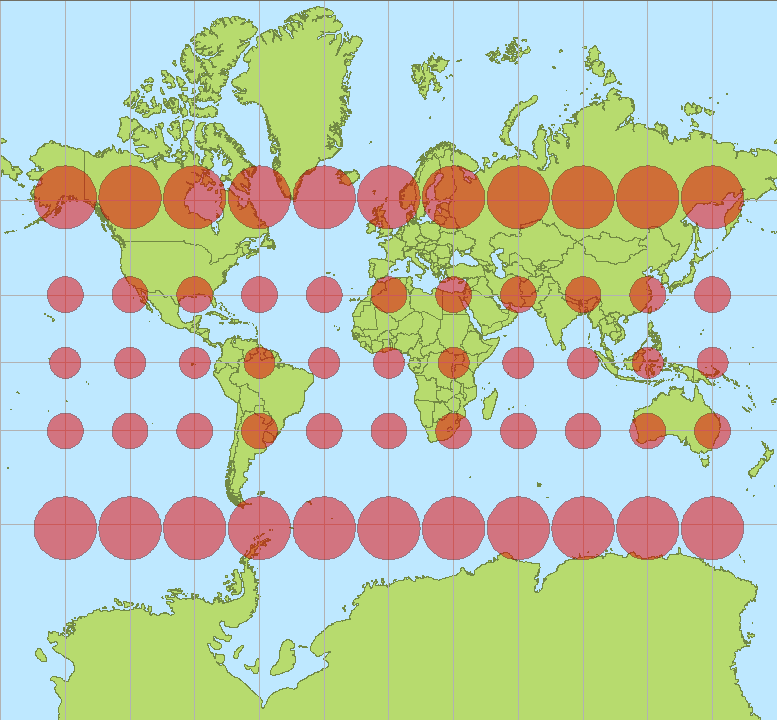
Tissotova indikatrix

Tissotova indikatrix je elipsa, která je obrazem nekonečně malé kružnice opsané danému bodu, jejími hlavními osami jsou hodnoty maximálního a minimálního délkového zkreslení v použitém kartografickém zobrazení. Název nese po francouzském matematikovi N. A. Tissotovi.